# Révolte des Talyches
 (mars 2023).
La révolte des Talyches sont des événements qui se sont produits concernant le mécontentement des Talyches à différentes périodes de l'histoire.

## Histoire
Au XVIe siècle, Hamdallah Mustawfi mentionna la région de Talyches et souligna qu'elle était gouvernée par un « hakim » spécial, qui se considérait comme un dirigeant indépendant. À l'époque des Safavides, les dirigeants de Talyches ont soutenu les Safavides dans les guerres avec les Shirvanshahs et Aq Qoyunlu. Grâce à un tel soutien, les Talyches, n'étant ni Turcs ni nomades, ont été inclus dans la composition du Qizilbash, et ont été considérés comme des « derviches » et des « mourides » des Safavides. Faisant partie du Qizilbash, les Talyches étaient les seuls Iraniens et étaient considérés comme une « tribu » spéciale.
Divers soulèvements populaires éclataient périodiquement dans la région de Talysh, mais les dirigeants locaux Amir-Qubad-khan Talysh et Amire-Hamza-khan Talysh détenaient le pouvoir dans la région par la force. Lors d'un grand soulèvement paysan à Talysh et Gilan, le dirigeant local Saru-Khan de Talysh l'a réprimé avec une grande effusion de sang. Plus tard, Iskender Munshi désigne deux dirigeants talyches : Saru Khan de Talysh, le dirigeant d'Astara et Bedr Sultan, le dirigeant de certaines régions de Talysh. De plus, déjà dans les années 1720, il y a une indication de la préservation de deux branches dirigeantes dans la région.

### Révolte de 1629
En 1629, les paysans talyches et les pauvres des villes se sont opposés à la domination iranienne et aux seigneurs féodaux locaux. Le soulèvement, qui a commencé à l'été 1629, s'est rapidement étendu aux environs. Environ 30 000 personnes ont pris part au soulèvement. Le dirigeant safavide Shah Sefi a envoyé des troupes contre les rebelles sous le commandement du dirigeant d'Astara, Saru Khan de Talysh. Dans une bataille, environ 7 000 rebelles ont été tués. Le soulèvement talyche, l'un des soulèvements les plus forts des masses contre la classe dirigeante, a été impitoyablement réprimé,.

### Révoltes à Gilan (1744-1747)
En 1744-1747, de nombreux soulèvements éclatent à Gilan. En 1744, des soulèvements ont commencé parmi les Talyches. Le mécontentement a été causé par la politique de Nadir Shah et le but était de le renverser. Les mouvements ont commencé dans la région d'Astara et ont ensuite couvert tout le Gilan. Pour éteindre le soulèvement des Talyches, des troupes ont été envoyées dans la région, qui ont détruit de nombreux villages rebelles et capturé les instigateurs. Mais les rebelles ne se sont pas pacifiés et les troubles se sont poursuivis jusqu'en 1746. Les Talyches n'étaient pas satisfaits de la politique fiscale qui privait la population. 
À la tête du soulèvement se trouvait Kalb Hussein-bek, qui déclara sa désobéissance à l'autorité suprême, qui fut soutenu et aidé par les Talyches. Pour pacifier Kalb Hussein-bek, Nadir Shah envoie des troupes d'un montant de 15 000 soldats, mais les troupes n'atteignent pas la défaite. De plus, Nadir Shah envoie 3 000 Afghans contre les rebelles, mais les Afghans ne peuvent pas non plus pacifier la rébellion. Ensuite, les chefs militaires essaient de promettre le pardon aux Talyches s'ils pacifient. La politique de négociations joue un rôle décisif dans la pacification du soulèvement, lorsque l'élite tribale passe du côté du Shah. Ils ont aidé les troupes du Shah à décapiter le soulèvement en attrapant les anciens du village Talysh et en les punissant. Le mouvement sans tête s'est éteint et les soulèvements ont cessé.

### Soulèvement dans le Talysh Khanat de 1831
À la fin des années 1820, pendant la période du khanat de Talysh, un soulèvement de la population talyche a commencé contre les fonctionnaires royaux et les seigneurs féodaux locaux. L'arbitraire et la violence des fonctionnaires tsaristes, en particulier des commandants provinciaux, ainsi que des seigneurs féodaux locaux, le sort des paysans, une énorme quantité de dettes recouvrées en faveur du Trésor et des seigneurs féodaux ont provoqué un soulèvement. En particulier, le commandant local, le major Ilyinsky, a fait rage, limitant les droits et privilèges du Talysh Khan. Ilyinsky, ayant enlevé le domaine du Talysh Khan Mir Hasan Khan, l'a forcé à fuir en Iran en 1826. Cependant, Ilyinsky lui-même a été jugé pour ses actions, mais cela n'a pas calmé le mécontentement de la noblesse talysh du khanat. En particulier, les alpinistes talyches des mahals Alar et Dryga étaient mécontents.
Une place importante dans le soulèvement a été jouée par les talysh beks, naibs et mollahs, qui ont été opprimés par le gouvernement tsariste. Ayant rassemblé leurs forces, ces groupes sociaux du village d'Allar envoient une lettre à Mir Hasan Khan et l'appellent à diriger le soulèvement à Talysh. Le village d'Amburan, où la majorité de la population est composée d'anciens serviteurs du khan, est devenu l'un des fiefs des rebelles. Le soulèvement a également été aidé par le fait qu'un grand nombre de paysans du khanat étaient mécontents non seulement des vols du commandant de la région, mais également des meurtres de personnes qui avaient été témoins des crimes. Les données indiquent qu'au moins 20 habitants de Talysh se sont noyés dans la mer sur ordre d'Ilyinsky. Mais, le changement de commandant n'a pas amélioré la situation dans le Talysh Khanat. Le nouveau commandant Kornienko a doublé les impôts et le non-paiement a été puni par des coups ou la saisie de biens. En raison de cette attitude, de nombreux akers ont fait faillite et ont fui les terres domaniales, et les paysans des mahals Dryga, Alar et Lenkoran n'avaient pas assez de terres.
Le 5 mars 1831, Mir Hasan Khan traversa la frontière avec 20 cavaliers et se déplaça vers les montagnes Talysh. Lorsque Mir Hasan Khan s'est approché de Lankaran, certains habitants des villages d'Allar, Dryg et Lankaran mahals l'ont rejoint. Paskevitch I.F. a souligné que jusqu'à 1 000 guerriers armés de chevaux rejoignirent très rapidement Mir Hasan Khan et que son armée augmentait chaque jour, et le 9 mars 1831, de nombreux mahals du Talysh Khanat rejoignirent Mir Hasan Khan. Les troupes de Mir Hasan Khan ont vaincu les pêcheries à l'embouchure de la rivière Kura, ont tenté de reprendre le troupeau de chevaux de Lankaran et, le 10 mars 1831, un détachement de cavalerie armée de l'Arkevan Magal s'est rangé du côté des rebelles. Déjà le 12 mars, grâce aux efforts des rebelles, la communication terrestre de la garnison de Lankaran avec les provinces de Shirvan et du Karabakh a été interrompue. Un certain nombre de nobles locaux ont combattu aux côtés de l'armée russe, ainsi que des habitants de Lankaran et des villages environnants.